# White Rock, Nova Mehika
White Rock je t. i. spalno naselje, ki leži v okrožju Los Alamos, ki leži v ameriških zvezni državi Nova Mehika. 
Leta 2000 je naselje imelo 11.909 prebivalcev in 18,6 km² površine (naselje nima nobenih vodnih površin).
Naselje je nastalo za potrebe nastanitve uslužbencev in njihovih družin, ki delajo v sklopu Narodnega laboratorija Los Alamos.